# 黒河道 (高野参詣道)

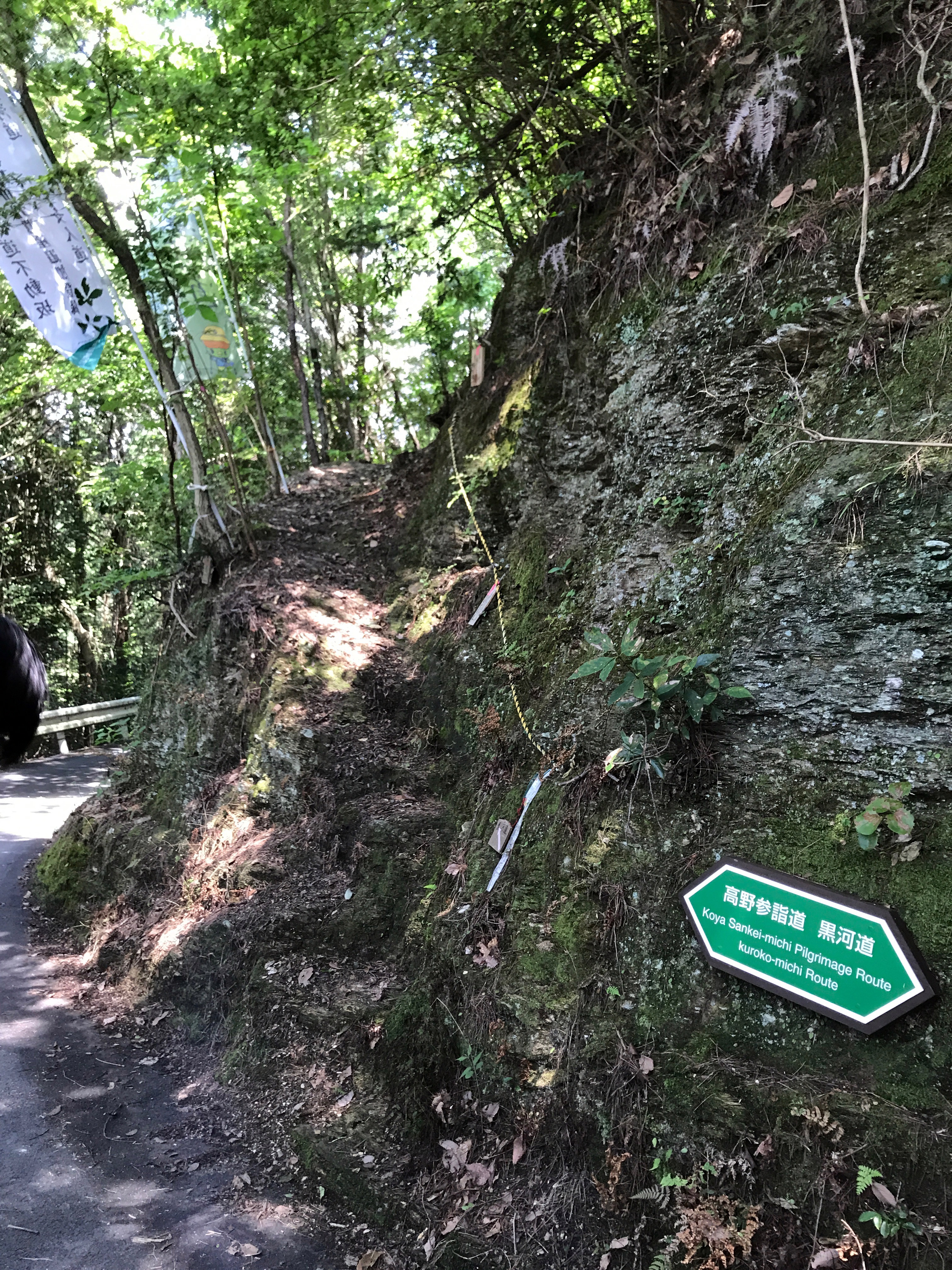
黒河道

黒河道（くろこみち）は高野七口に通じる高野参詣道のひとつで、和歌山県橋本市・伊都郡九度山町・伊都郡高野町にまたがる。2016年10月24日に、紀伊山地の霊場と参詣道の一部として世界遺産（文化遺産）に登録された。
2017年現在、信仰の道として世界遺産（文化遺産）に登録されているものは、紀伊山地の霊場と参詣道のほかに、スペインのサンティエゴ・デ・コンポステーラの巡礼路、イエスの生誕地：ベツレヘムの聖誕教会と巡礼路がある。
2019年(令和元年)10月、文化庁の「歴史の道百選」に追加選定された。

## 概要
紀の川沿いの橋本起点に和歌山県北部とその周辺に位置する1000m級の山々のひとつである高野山に通ずる道。町石道、黒河道、京大坂道、小辺路、大峰道、有田・龍神道、相ノ浦道の7高野参詣道のひとつ。
2016年（平成28年）10月24日にユネスコの世界遺産に「紀伊山地の霊場と参詣道」として追加された。このとき女人道、京大坂道不動坂、三谷坂も同時に追加登録されている。
定福寺～五軒畑岩掛観音～明神ヶ田和～わらん谷～市平橋～市平春日神社のカツラの木～旧久保小学校～茶堂跡～粉撞（子継）峠～黒河口女人堂跡間の約16㎞。橋本から高野山への近道とされ、大和国からの参詣人が多いことから「大和口」とも呼ばれた。
黒河道は、9世紀に伝わった真言密教と関わりがあり、人々の祈りの場として多くの人が参詣道を登った。真言宗をひらいた弘法大師（空海）の伝説も多く残っている。
当時の様子を示す記録がほとんど確認されていないが、高野町粉撞峠にある地蔵の銘文から、二軒茶屋→久保→粉撞峠→千手院口という高野街道が室町時代中期に成立していたと推察できる。
1594年（文禄3年）、豊臣秀吉が高野参詣の帰途、この道を用いたという逸話が紀伊続風土記に残っている。
黒河道は険しいので、多くの参詣客は西の京大坂道を利用し、この道は周辺の村々の産物を高野山に届ける「雑事（ぞうじ）のぼり」で使われたとみられている。また最短距離であることを利用して、高野山参詣後の下山路として機能していたとも考えられている。
現在は健脚者向きのハイキングコースとして豊かな自然を楽しむことができる。沿道には世界遺産を示す道標が定福寺前の1番から子継峠の26番まで整備され、橋本駅から高野山奥の院まで上りは徒歩で約7時間。高野町側の入口は女人道と一体化しており、下山するときは注意が必要。また、携帯電話の電波が入らない場所もあるので注意が必要である。さらに高野山を挟んで熊野参詣道・小辺路を通じて熊野本宮大社や熊野那智大社まで「紀伊山地の霊場と参詣道」を縦断する長距離ルートとしても使える。黒河道登山口の紀伊清水から熊野那智大社まで歩くと5泊6日程度かかる。
ほぼ全域が高野山町石道玉川峡県立自然公園に隣接している。
2017年（平成29年）10月22日の台風21号の影響により鉢伏弘法井戸付近で崩落、わらん谷エリアで橋が流出する等、一部区間で通行止めとなっている。わらん谷の通行止めは2018年3月28日に解除された。
2018年（平成30年）9月4日の台風21号の影響により全面通行止めとなったが、同年10月27日に解除された。
沿道周辺は「高野参詣道（黒河道）特定景観形成地域」に指定されている。

## 沿道の主な名所

### 定福寺（じょうふくじ）
- 世界遺産道標1番

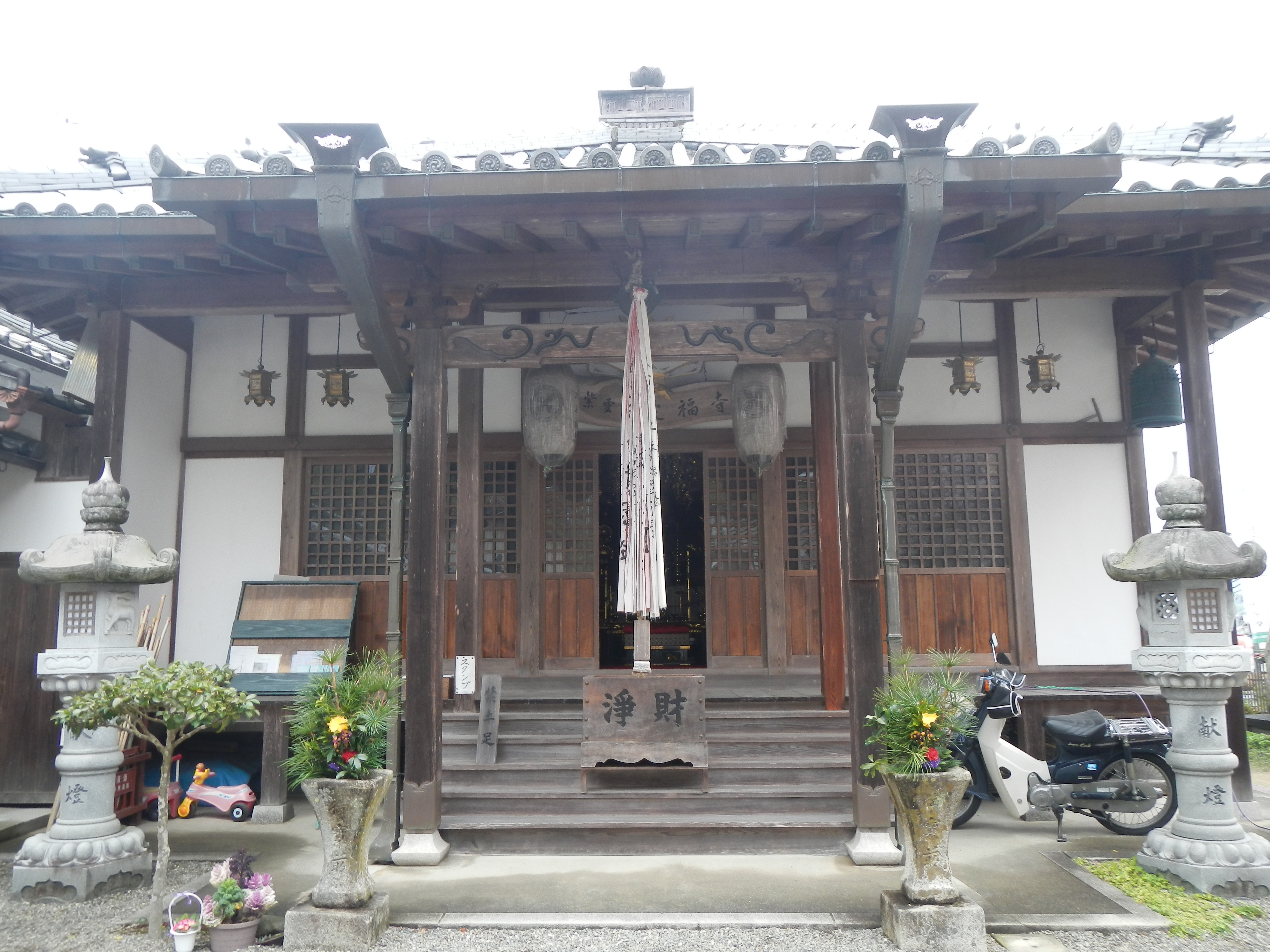
定福寺本堂

- 紫雲山定福寺は橋本市賢堂（かしこど）にある高野山真言宗の寺院。標高は101m、黒河道の入口でもある。

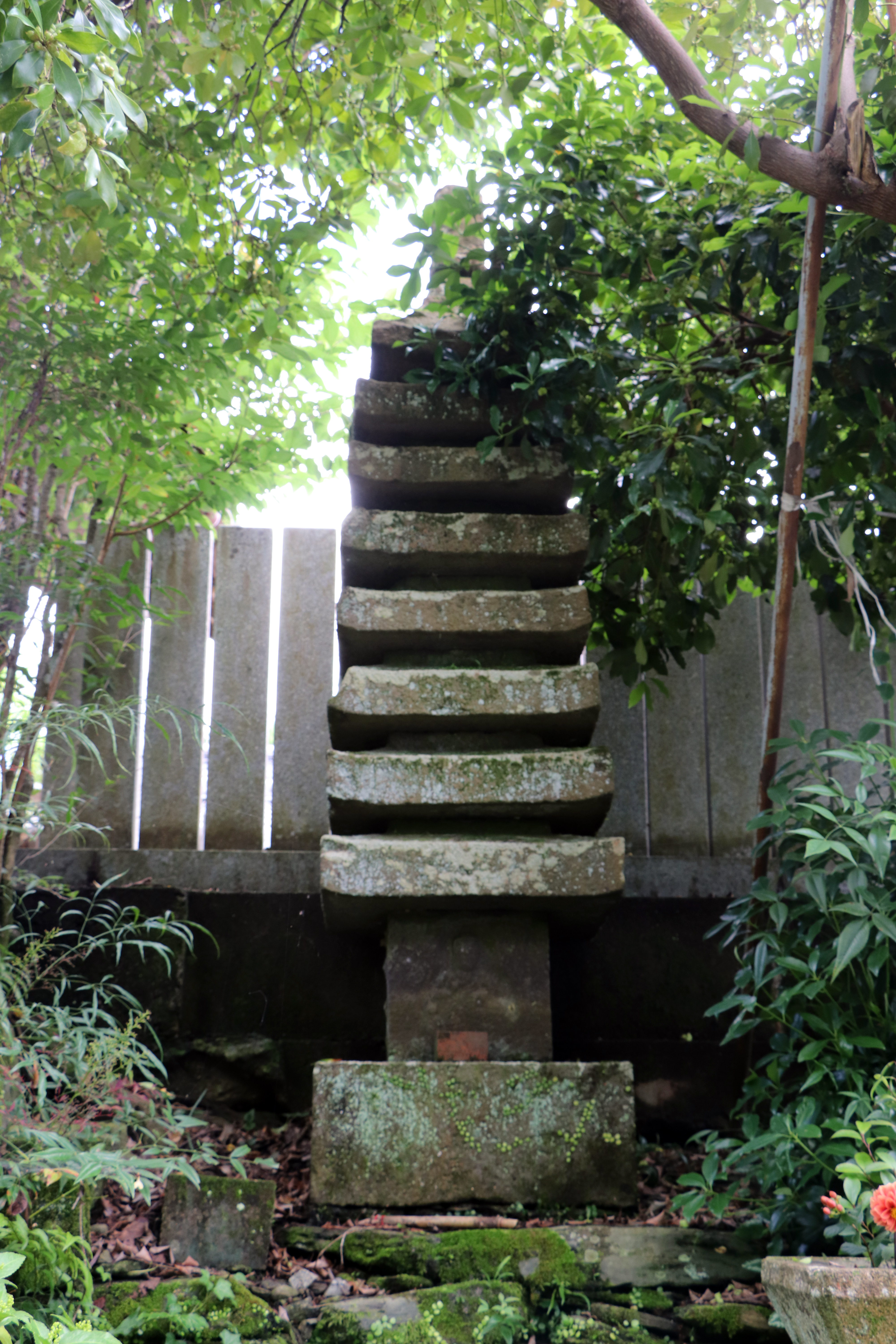
定福寺・九重の塔

- 定福寺・九重の塔九重の塔は鎌倉時代の1285年（弘安8年）の銘があるので、同時期に建立されたと考えられる。
- 本尊の阿弥陀如来座像(像高88cm)はヒノキ材の一木造で平安期の10～11世紀のものといわれている。
- 庫裏は高野山の里坊として建てられたとも考えられ、鬼瓦には1761年（宝暦11年）の銘がある。国の登録有形文化財に登録されている。
- 定福寺・八幡社八幡宮を併設し、神仏習合の形を残している。[9]
- 高野七口押印帳のスタンプ設置場所。[10]

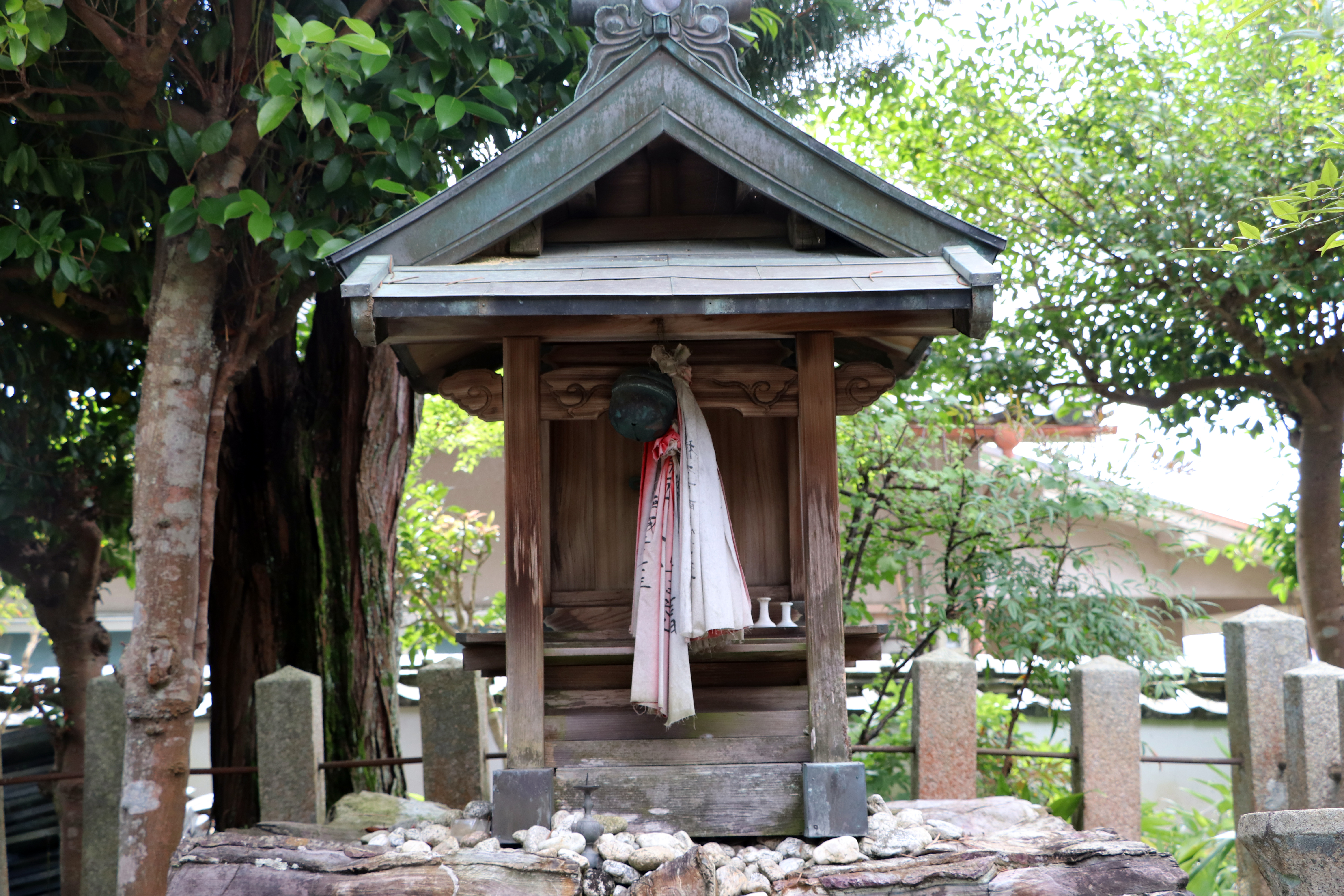
定福寺・八幡社

- 「紀伊西国三十三所観音巡礼」の第17番札所。[11]

### 宮谷大師堂

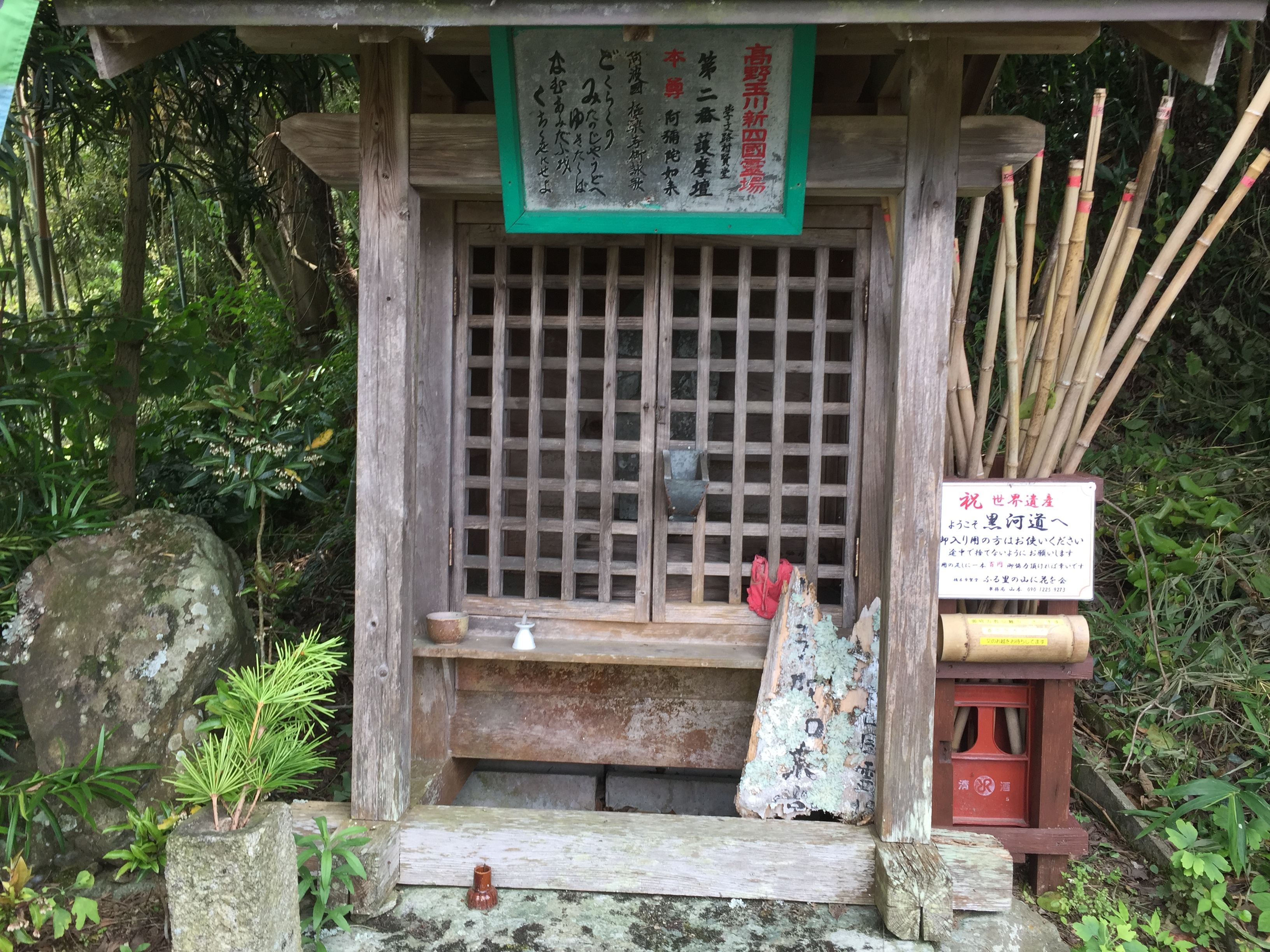
宮谷大師堂（高野玉川新四国霊場　第二番護摩壇「御堂」）

- 橋本市賢堂に所在し、賢堂大師堂とも呼ばれ、定福寺からすぐのところにある。高野玉川新四国霊場第二番護摩壇「御堂」と書かれている。四国霊場第二番札所は徳島県の日照山無量寿院極楽寺である。

### どばい坂
- 宮谷大師堂から続く急坂。

### 五軒畑岩掛観音（ごけんばたいわかけかんのん）

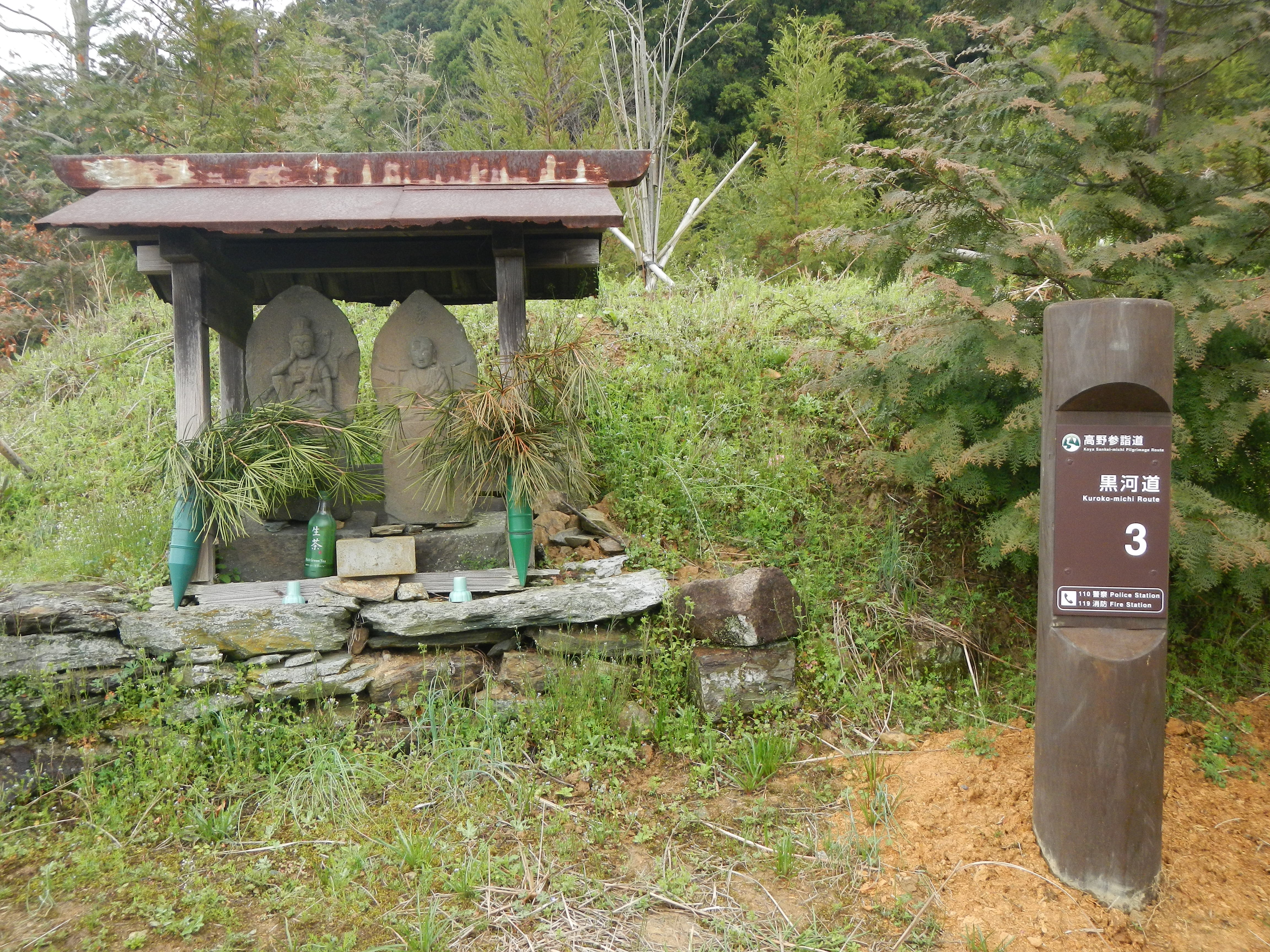
五軒畑岩掛観音（西国写し霊場・11番 / 上醍醐寺、14番 / 園城寺（三井寺））

- 橋本市賢堂。周囲の展望がひらけているため、橋本市内を一望できる。1830年（文政13年）に始まる橋本市清水、西畑、向副、賢堂、南馬場を巡る西国写し霊場の一部で、石仏右は11番上醍醐寺、左は14番園城寺（三井寺）である。
- 1830年（文政13年）に興山寺（現金剛峯寺）への願い出により設置された。
- 世界遺産道標3番

### 鉢伏弘法井戸（はちぶせこうぼういど）

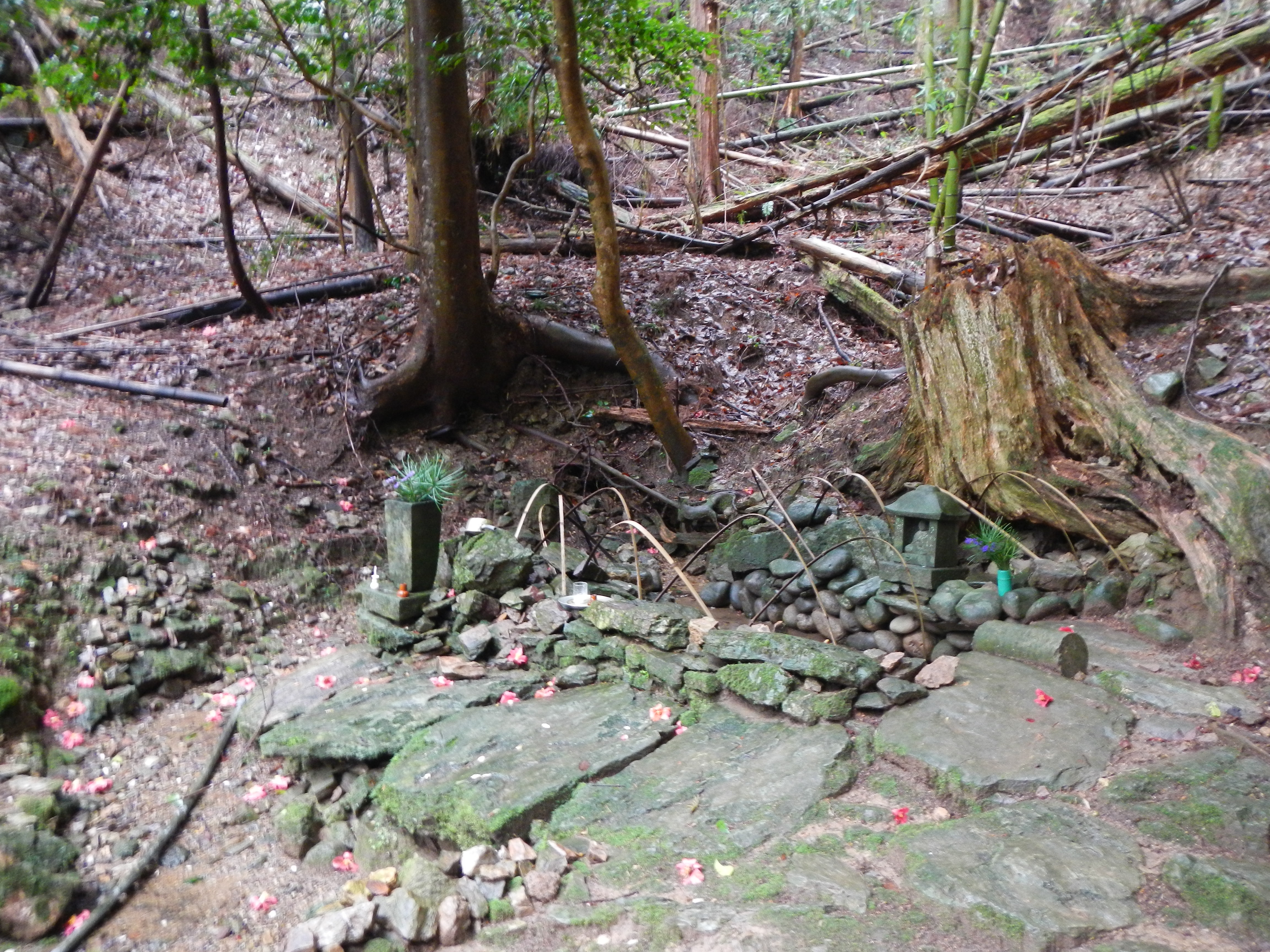
鉢伏弘法井戸

- 弘法大師の加持水と伝えられている。1961年（昭和36年）の第二室戸台風で被害を受け、永らく枯れ井戸となっていたが、近年、湧水がよみがえった。井戸の横に1826年（文政９年）の常夜燈と石仏を１体安置する祠がある。
- 鉢伏の名前の由来は山の形が鉢を伏せた形状であることに由来するとも、蜂が群生して住民を苦しめていたところに弘法大師が大喝して蜂を伏せたことに由来するともいわれているがはっきりしない。

### 明神ヶ田和（みょうじんがたわ）
- 世界遺産道標6番
- 橋本市清水にある峠。標高は443m。明星ヶ田和とも呼ばれ、紀伊續風土記には「明神ケ彎」と記されている。彎とは、弓に矢をつがえて弦を引くこと、弓のような形の曲線を描いてまがることを意味する。たわむから田和と変わったと言われている。賢堂、青渕、国城山、清水、わらん谷へ分岐する。

### わらん谷の滝

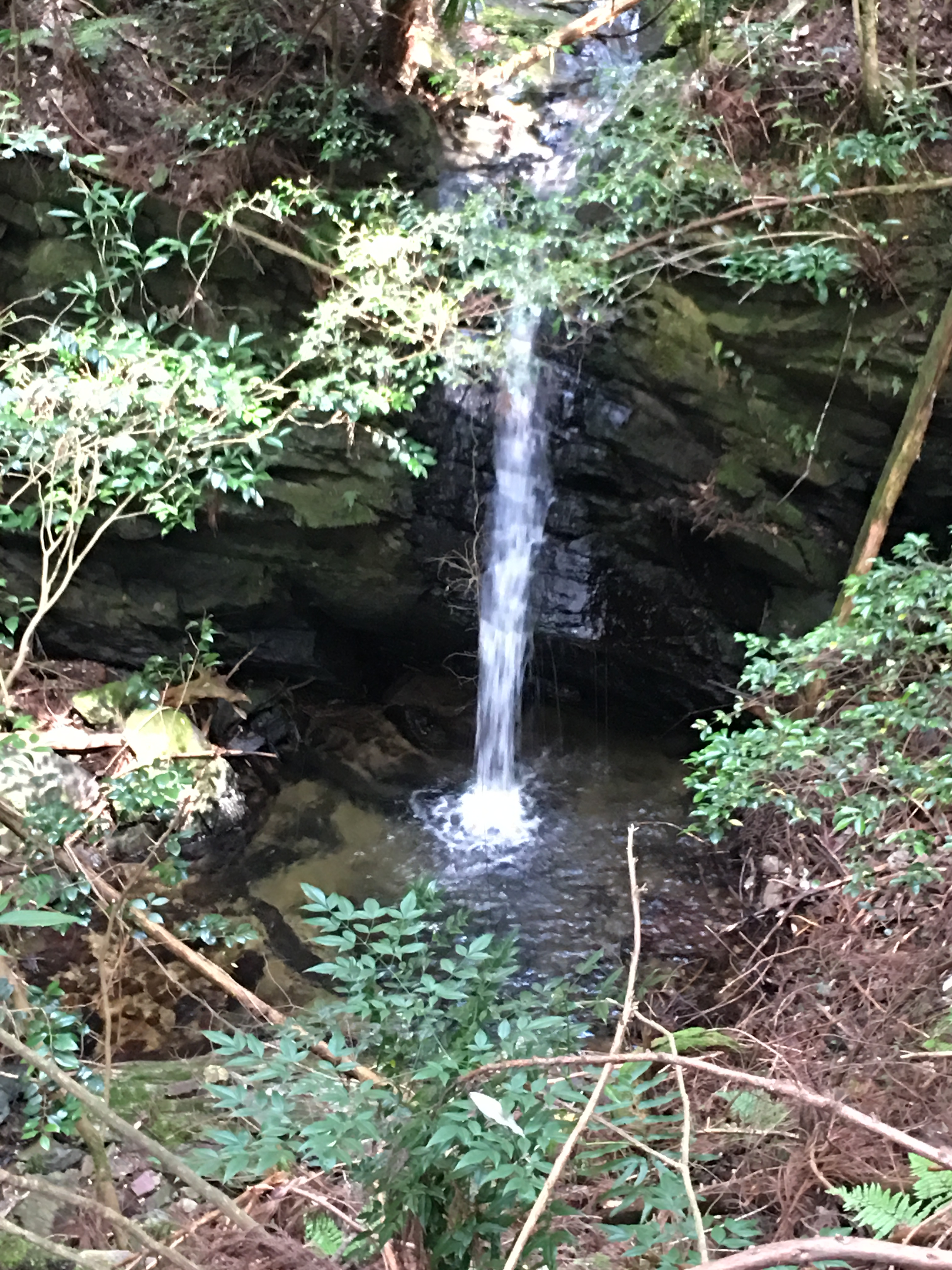
わらん谷の滝

- わらん谷に位置する滝。わらん谷は藁谷あるいは蕨谷とも書く。落差5m程度でわらん谷で最も大きな滝。

### わらん谷の赤石
- 世界遺産道標9番

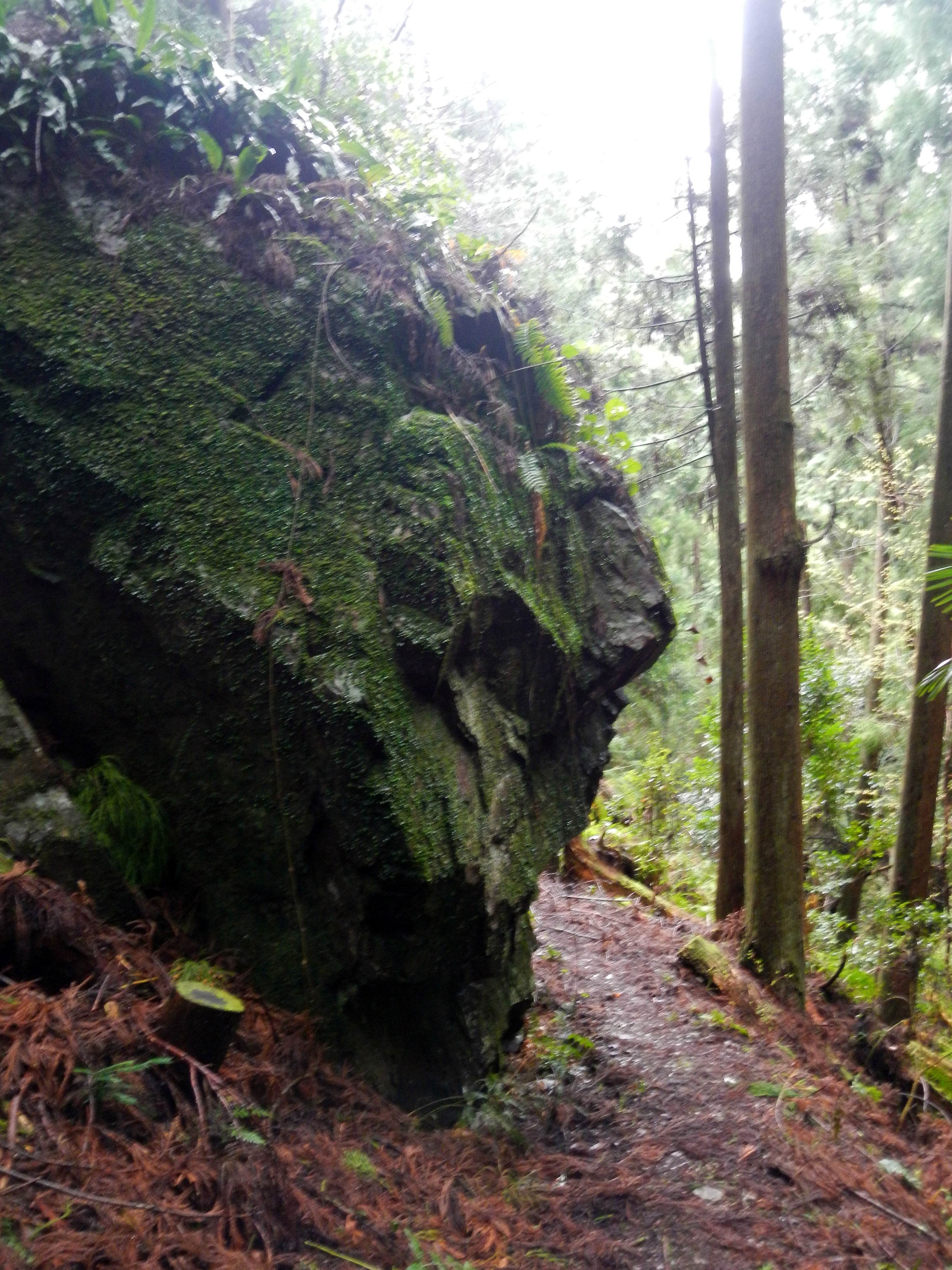
わらん谷の赤石

- わらん谷の滝の100m南にある巨岩。標高230mほどのところにある。この岩の200m南に橋本市・九度山町境がある。

### 丹生川
- 世界遺産道標11番
- 市平橋がかかる。標高は173m。

### カツラの木

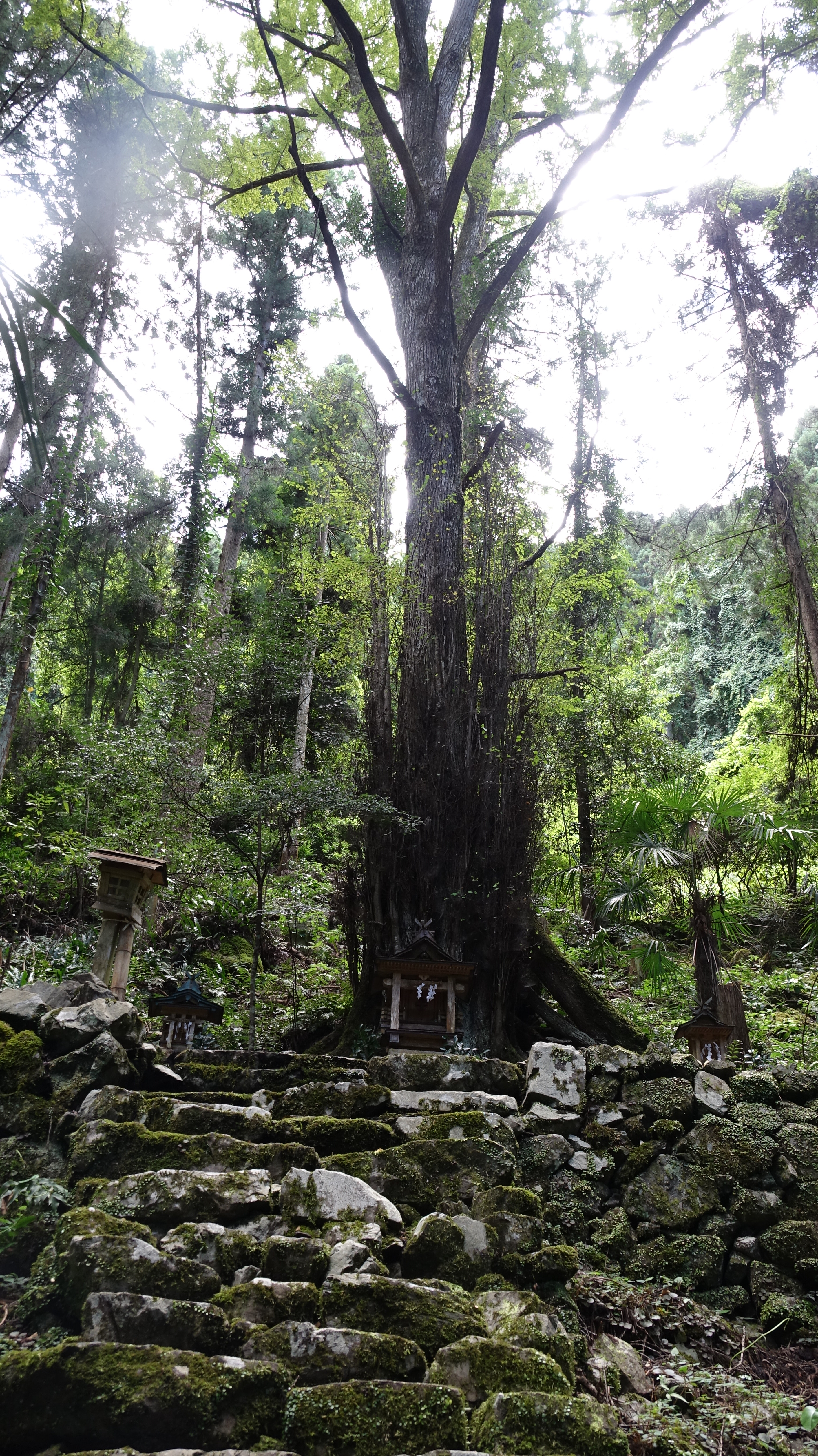
市平のカツラの木

- 市平春日神社にある大カツラ。樹高35m、胸高直径1.1m、根の回り8m、樹齢推定300年以上。3月末から4月中旬のわずかな期間に桃から緑、そして黄色に変化する姿が知られる。九度山町指定天然記念物。標高は288m。

### 美砂子峠（びしゃことうげ）・戦場田和（せんばたわ）
- 世界遺産道標15番
- 標高は524m。ここから久保田和にかけて太閤坂を経由する道と戦場山(阡場山)を経由する道に分岐する。世界遺産の道は前者。
- 林道を東へとると柿坂へ、西へ林道を進むと船場山を経て久保へ至る。

### 太閤坂
- 世界遺産道標16番から18番にかけて。
- 1594年(文禄3年)高野山青厳寺(現:金剛峯寺)において、山内禁令の能狂言を催した太閤秀吉は、急な雷雨を大師の怒りと感じ、馬で駆け下ったという伝説がある。[12]

### 久保田和の石仏
- 世界遺産道標19番

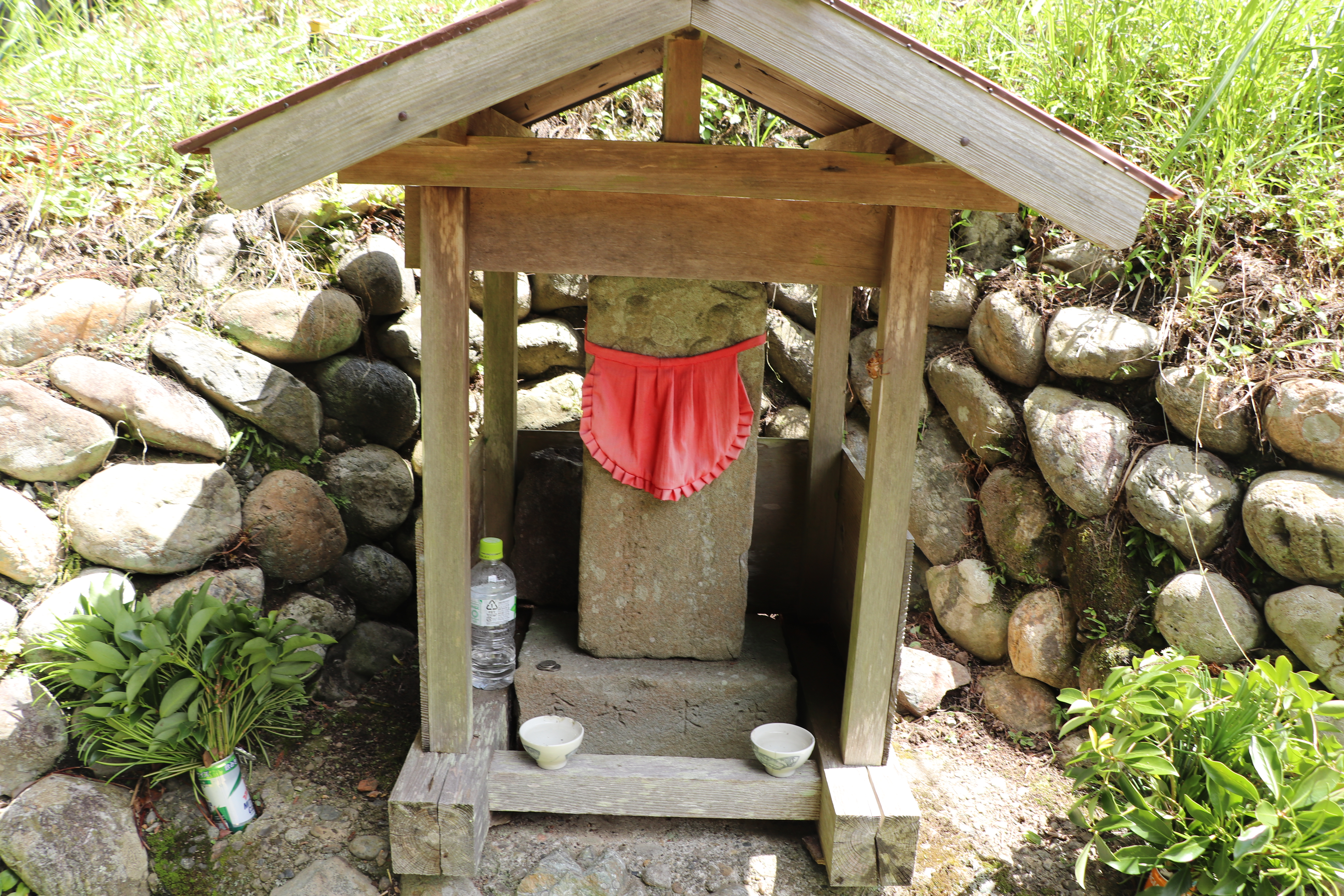
久保田和の石仏

- 弘法大師像と観世音菩薩像が安置され、左手側面に「右　かうや」「左　まんに道」、右手側面に明治14年2月21日と刻まれている。
- 東郷経由で九度山町河根方面と久保鉱山跡方面を結ぶ道が交差する。標高は531m。
- 高野七口押印帳のスタンプ設置場所。[13]

### 旧久保小学校

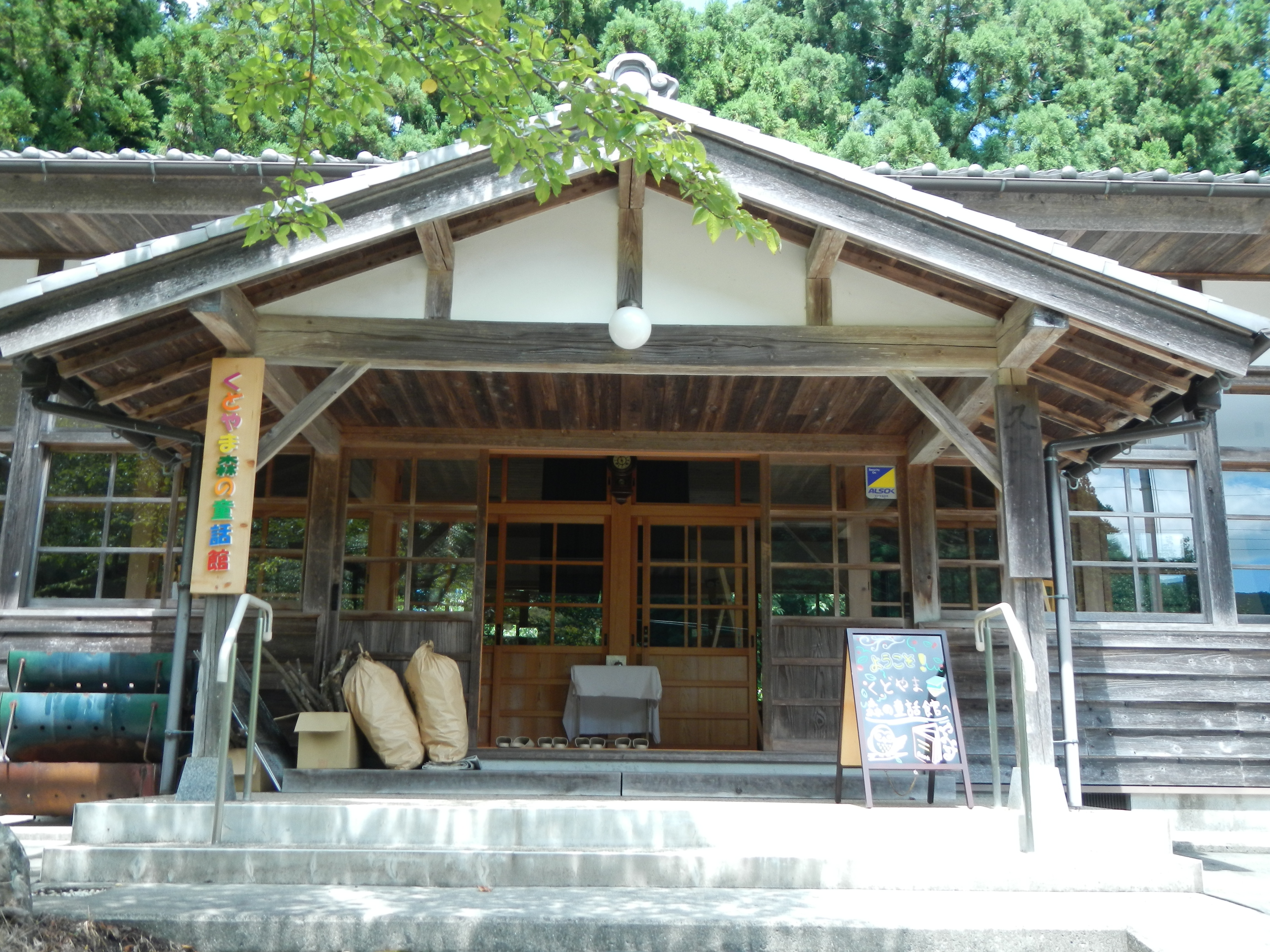
くどやま森の童話館（旧久保小学校）

- 九度山町大字北又字久保に所在する。1876年(明治9年)の創立、2006年(平成18年)休校。かつて近くに久保鉱山があった。標高は534m。
- 1873年(明治9年)に植樹したという2本のヤマザクラがあり、開花時は見事である。
- 2017年10月1日より「くどやま森の童話館」としてリニューアル。「童話と絵本コーナー」「植物・昆虫図鑑や真言密教専門書コーナー」が設置されている。
- ここから奥の院そばの一本杉にかけて雪池山(銅嶽)を取り巻く道と黒河峠を経由する道に分岐する。世界遺産の道は前者。

### 法師田和
- 久保鉱山跡方面への道が分岐する。

### 茶堂 （おめん茶屋）跡
- 標高は559m。
- 鉄製の茶釜と弘法大師像のお札が発見された。[14]

### 大黒岩
- 大黒岩には弘法大師の足跡とされる窪みがある。

### 雪池峠
- 標高は871m。近くに九度山町・高野町境がある。
- 東郷経由で九度山町河根方面と雪池山(銅嶽)山頂方面を結ぶ道が交差する。

### 子継（粉撞）峠
- 世界遺産道標26番

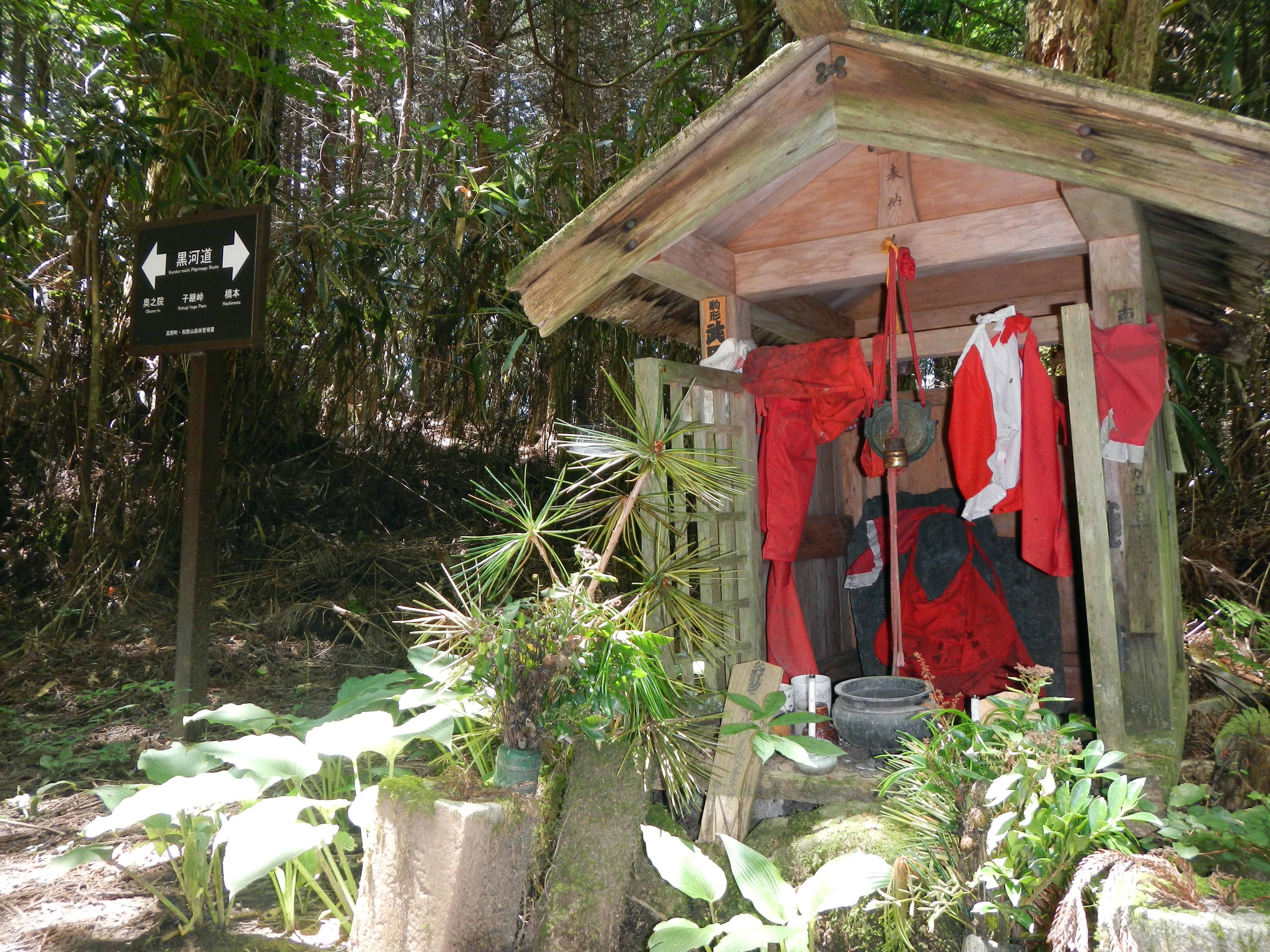
子継峠（粉撞峠）　子継地蔵

- 標高は922.5m。この峠の祠にある孚証地蔵が決め手となって、単なる生活物資を運ぶ道としてだけではなく高野参詣道（高野七口）の一つとして使われていたことが証明され、世界遺産の認定へとつながった。地蔵には次のように刻まれている。[15]  「香春峠（こつぎとうげ）永正壬申九年八月廿二日  検校（けんぎょう・高野山の最位層）重任」
- この峠から黒河口女人堂跡までの区間は女人道と重複する。

### 一本杉
- 標高822m。

## 交通アクセス

### 鉄道・バス
- 山麓側は西日本旅客鉄道和歌山線・南海高野線橋本駅または紀伊清水駅。
- 2017年9月16日から秋季限定で土日祝日、南海りんかんバスが西日本旅客鉄道和歌山線・南海高野線橋本駅より、高野山麓世界遺産アクセスバスを運行[16]。黒河道入口下車。

- 高野山側は南海高野線の終着駅極楽橋駅より、南海鋼索線（ケーブルカー）で高野山駅下車。さらに南海りんかんバスまたはタクシーで乗り継ぎ、高野警察前バス停から黒河女人堂跡まで徒歩5分ほど。（黒河女人堂跡には鶯谷バス停が近いが本数が極端に少ない。）国道480号、大門を経由して黒河女人堂跡まで行くことは時間はかかるが徒歩も可能。
- 高野山駅で南海りんかんバスに乗り継ぎ、奥の院前バス停から子継（粉撞）峠に行ける。
- 南海高野線高野下駅から県道118号高野橋本線、県道102号宿九度山線を経由して市平橋に行ける。

### 道路
- 国道371号が近くを並走するが、狭隘路として知られる区間である。
- 和歌山県道102号宿九度山線が市平橋付近で交差する。